# Отенио Абел
Отенио Абел (Беч, 20. јуна 1875 – Мондзее, Горња Аустрија, 4. јула 1946) је био аустријски умјетник и палеонтолог. Заједно са Луис Доло, он је оснивач "палеобиологије" и проучавао је живот и животну средину фосилних организама.

## Биографија
Абел је рођен у Бечу, у породици архитекте Лотар Абел. Абел је добио докторат, након проучавања како права, тако и науке, универзитета у Бечу. Он је остао тамо као асистент Алпском геологу Едуарду Сусу, пре него што је именован за професора палеонтологије. Три године касније, он је завршио хабилитациону дисертацију као палеонтолог на универзитету у Бечу. Од 1900. до 1907. године, радио је у Геолошком државном институту.
У 1907. години, Абел је постао ванредни професор у Бечу, а од 1917. до 1934. године био је редовни професор палеонтологије у Бечу. Као такав, он је водио неколико експедиција, који су му стекле широку признање, као што су Пикерми-експедиција у Грчку у 1912. године, америчка експедиције 1925. и једна у Јужну Африку 1929.
Абел је постао члан Леополдинске академије 1934. године. Од 1935. до 1940. године био је професор универзитета у Гетингену, након чега је отишао у пензију, тада је имао 61 годину. 1942. године, он постао је почасни члан Палеонтолошког друштва.

## Научна активност
Абел је у претежно проучавао фосиле кичмењака. Он је био присталица нео-ламаркиствое теорије еволуције. Његов главни допринос том пољу, је формулација, у сарадњи са Луисом Доло, палеобиологом, који окупља методе и резултати природних биолошких наука  са методама и налазима пелеонтолошке науке о Земљи. Од 1928. године, Отенио Абел је био издавач часописа, посвећеног палеобиологији, (њем. Paläobiologica).
Године 1914, години, Абел је дао приједлог којим сматра да су фосили патуљастих слонова инспирисали мит о гигантским киклопима, јер се вјеровало да је центарална носна дупља заправо очна дупља. 1920. године је награђен медаљом Данијел Жиро Елиот из Националне Академије наука. Он је такође показао велики интерес за остатке пећинског медведа на мјесту које је познато као "Змајева пећина" у близини Микница.
Абел је био присталица ортогенезе, јер је сматрао да постоје трендови у еволуцији, које су интерно програмирани.

## Политички односи и национал-социјализам
Већ као студент, Абел је учествовао у антисемитским немирима на бечком универзитету, током Бадени-кризе 1897. године. После Првог светског рата, сада професор, јавно је изјавио да се боји да власт не преузму "комунисти, социјалдемократи и јевреји, и још више јевреја повезаних са њима". Као што је новинар Клаус Ташвер објавио 2012. години, Абел је био одговоран за стварање тајне групе од 18 професора, који је покушао да осујети научна истраживања и каријере левице и јеврејских научника. Како је порасло насиље у национал-социјалистичке групе студената према јеврејским студенатима 1934. години, Абел је то подржавао. Када су такви инциденти почели да се усмеравају и на католичке и стране студенате, Абел који је тада био универзитетски ректор, био је приморан да се раније пензионише од одбора Аустрофашиста. То је довело до тога да емигрира у Немачку и да прихвати мјесто у Гетингену.
Поново је посјетио Бечу 1939. године, након Аншлуса са нацистичком Немачком. Након што је нацистичка застава  постављен на зграду универзитета, он је рекао да је то "Најсрећнији моменат његовог живота". Нови режим га је наградио са новоствореним звањем "Почасног сенатора" универзитета - одликовање, која је укинуто после Другог светског рата, 1945. године. Препоруку за Гетову награду истиче како се Абел увек "борио се у првим редовима" против "Јудификације" универзитета.. После рата, он је поново приморан да оде у пензију, заједно са другим истакнутим нацистичким професорима и провео своје последње дане у Мондзеу, тада познат као "нацистичка колонија".

## Изабрани списи
- Einige Monstrositäten bei Orchideenblüthen (1897).
- Ueber einige Ophrydeen (1898).
- Les dauphins longirostres du boldérien (miocène supérieur) des environs d'Anvers. Brussels 1901—1931. „Les dauphins longirostres du boldérien (Miocène supérieur) des environs d'Anvers”. Mémoires du Musée royal d'histoire naturelle de Belgique. 1901. doi:10.5962/bhl.title.16053.
- Les odontocètes du Boldérien (miocène supérieur) d'Anvers. Brüssel 1905. „Les odontocètes du Boldérien (Miocène supérieur) d'Anvers”. Mémoires du Musée royal d'histoire naturelle de Belgique. 1905. doi:10.5962/bhl.title.15923.
- Fossile Flugfische (1906).
- „Neuere Anschauungen über den Bau und die Lebensweise der Dinosaurier.”. Berichte der Sektion für Paläozoologie. 16. . Dezemb (1908): 117–22.
- Die Morphologie der Hüftbeinrudimente der Cetaceen. Vienna 1907 Abel, Othenio (1907). „Die Morphologie der Hüftbeinrudimente der Cetaceen”. doi:10.5962/bhl.title.16064.
- "Die Rekonstruktion des Diplodocus." Abhandlungen der K.K. Zoologisch-botanischen Gesellschaft in Wien 5 (1910).
- "Über die allgemeinen Prinzipien der paläontologischen Rekonstruktion." 'Verhandlungen der zoologisch-botanische Gesellschaft zu Wien LX (1910).: 141–46.
- "Die Vorfahren der Vögel und ihre Lebensweise." Verhandlungen der zoologisch-botanische Gesellschaft zu Wien LXI (1911).: 144–91.
- Grundzüge der Paläobiologie der Wirbeltiere. Stuttgart 1912 Abel, Othenio (1912). „Grundzüge der Palaeobiologie der Wirbeltiere”. doi:10.5962/bhl.title.61833.
- Vorzeitliche Säugetiere. Jena 1914.
- Die Tiere Der Vorwelt. Leipzig & Berlin 1914.
- Die Paläontologie in Forschung und Lehre. Naturwissenschaften 3 (1915), 413-19
- Paläobiologie der Cephalopoden aus der Gruppe der Dibranchiaten Jena 1916. Abel, Othenio (1916). „Paläobiologie der Cephalopoden aus der Gruppe der Dibranchiaten / Von O. Abel.”. doi:10.5962/bhl.title.46089.
- Die Stämme der Wirbeltiere. Berlin, Leipzig, 1919. Abel, Othenio (1919). „Die stämme der wirbeltiere, von Othenio Abel”. doi:10.5962/bhl.title.2114.
- Lehrbuch der Paläozoologie. Jena 1920.
- Lebensbilder aus der Tierwelt der Vorzeit. Jena 1921. Abel, Othenio (1922). „Lebensbilder aus der Tierwelt der Vorzeit /”. doi:10.5962/bhl.title.61701.
- Geschichte und Methode der Rekonstruktion vorzeitlicher Wirbeltiere. Jena 1925.
- Paläobiologie und Stammesgeschichte". Jena 1929.
- Die Stellung des Menschen im Rahmen der Wirbeltiere. 1931.
- Vorzeitliche Lebensspuren. Jena 1935.
- Die Tiere der Vorzeit in ihrem Lebensraum. Jena 1939.
- Vorzeitliche Tierreste im Deutschen Mythus, Brauchtum und Volksglauben. Jena 1939.